# Topvolley Precura Antwerpen
Le Topvolley Antwerpen est un club de volley-ball belge évoluant au plus haut niveau national que représente la Ligue A.

## Histoire
Le Topvolley Antwerpen est né en 1995 lors de la fusion des clubs First Antwerp Volley Team et VC Zorgvliet Hoboken. Il prit tout d'abord le nom de VC Zorgvliet Antwerpen et ce jusque 2003. Le club prit part au championnat de 1re Division Nationale (2e division à l'époque) pour sa première saison. Il ne fallut attendre que 1997 pour les voir accéder à la Ligue A et le club s'y maintiendra jusque 2003, année noire où, après s'être fait subtiliser plusieurs joueurs par d'autres clubs, l'équipe ne parvint à éviter la relégation. 
Repartant sur de nouvelles bases en faisant essentiellement confiance à des joueurs anversois, le club change de nom en 2003 pour son nom actuel  Topvolley Antwerpen. Après 5 années, en 2008, le club accéda de nouveau à la Ligue A et s'y trouve toujours à l'heure actuelle.
En 2014, le club remporte son premier titre majeur avec une coupe de Belgique face au monstre de Roulers en finale. Au passage, cela se joua au 5e set qui fut interminable en se finissant par un 26-28 d'anthologie!

## Palmarès
- Coupe de Belgique (1)
  - Vainqueur : 2014

## Entraîneurs
- 1997-1998 :  Sacha Koulberg
- 1998-2000 :  Roger Pouders
- 2000-2002 :  Appie Krijnsen
- 2008-2011 :  Eric Van Drom
- 2011-2015 :  Kris Tanghe
- 2015-2017 :  Alain Dardenne
- 2019- :  Christof Van Goethem